# Chiesa dei Santi Cornelio e Cipriano (Carnate)
La chiesa dei Santi Cornelio e Cipriano è la parrocchiale di Carnate, in provincia di Monza e Brianza ed arcidiocesi di Milano; fa parte del decanato di Vimercate.

## Storia
Alla fine del XV secolo, si stabilì a Carnate, nel Vimercatese, una comunità carmelitana. A partire dal 1486 edificò il proprio convento nei pressi della preesistente chiesa, già esistente nel X secolo, posta sotto la giurisdizione della pieve di Vimercate. In luogo della chiesa antica, ne fu costruita una nuova per volere di Fra Dionisio Banfo.
Alla fine del XVIII secolo, con la soppressione del convento, l'annessa chiesa fu elevata a sede parrocchiale. Con l'aumentare della popolazione, divenne insufficiente e di conseguenza si decise di ricostruirla in forme neoclassiche demolendo parte del vecchio edificio e del convento. Quest'ultimo verrà adibito a vari usi fino alla sua demolizione. A partire dal 2000 è stato costruito al suo posto un nuovo edificio che ricalca i volumi di quello antico.
La prima pietra della nuova chiesa venne posata il 12 settembre 1881 e la sua costruzione, su progetto di Alfonso Parrocchetti terminò due anni dopo, nel 1883; il luogo di culto fu benedetto il giorno 4 dicembre 1883 e consacrato il 22 settembre 1889.
A causa del continuo aumento della popolazione, fu necessario, nel 1934, un ampliamento della nuova chiesa. Questo, con una lunghezza di 15 metri, consistette nell'allungamento della navata con una nuova campata e un nuovo transetto. La facciata venne ricostruita in base a quella originaria ottocentesca.

## Descrizione

### Esterno

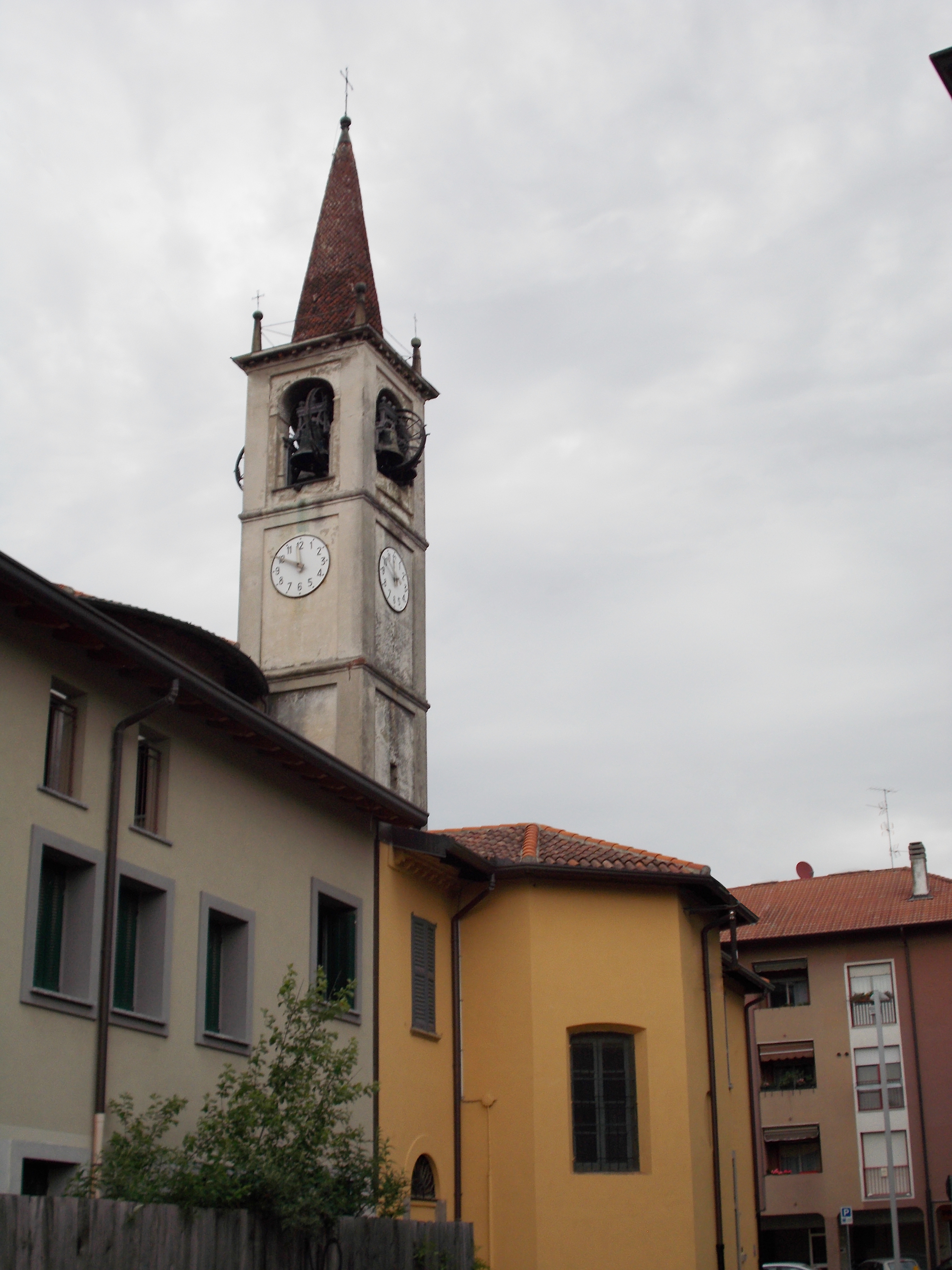
Il campanile e l'abside antica

La chiesa dei Santi Cornelio e Cipriano è situata nel centro di Carnate, in piazza Pio XII.
La facciata novecentesca, ispirata a quella ottocentesca, sporge dal corpo di fabbrica della chiesa ed è a capanna, divisa in due ordini da un alto cornicione, sorretto da due coppie di paraste ioniche lisce. Nell'ordine inferiore si apre il portale, con cornice marmorea, mentre in quello superiore vi è una finestra a lunetta semicircolare. La facciata è coronata da un timpano triangolare con un bassorilievo in stucco raffigurante l'Occhio onniveggente. Al di sopra del timpano vi è una croce in ferro battuto. La facciata è raccordata lateralmente al corpo di fabbrica della chiesa da due ambienti a pianta triangolare, ciascuno con una propria porta.
Alla destra della chiesa si eleva il campanile a torre, del XV secolo, con orologio. All'interno della cella campanaria si trova un concerto di cinque campane in Mi♭3, fuse nel 1962 dalla Ditta Ottolina di Seregno. Il campanile è coronato da una cuspide conica.
Sul retro, è ancora visibile l'abside poligonale della chiesa quattrocentesca, attualmente adibita a cappella dell'Adorazione eucaristica perpetua.

### Interno

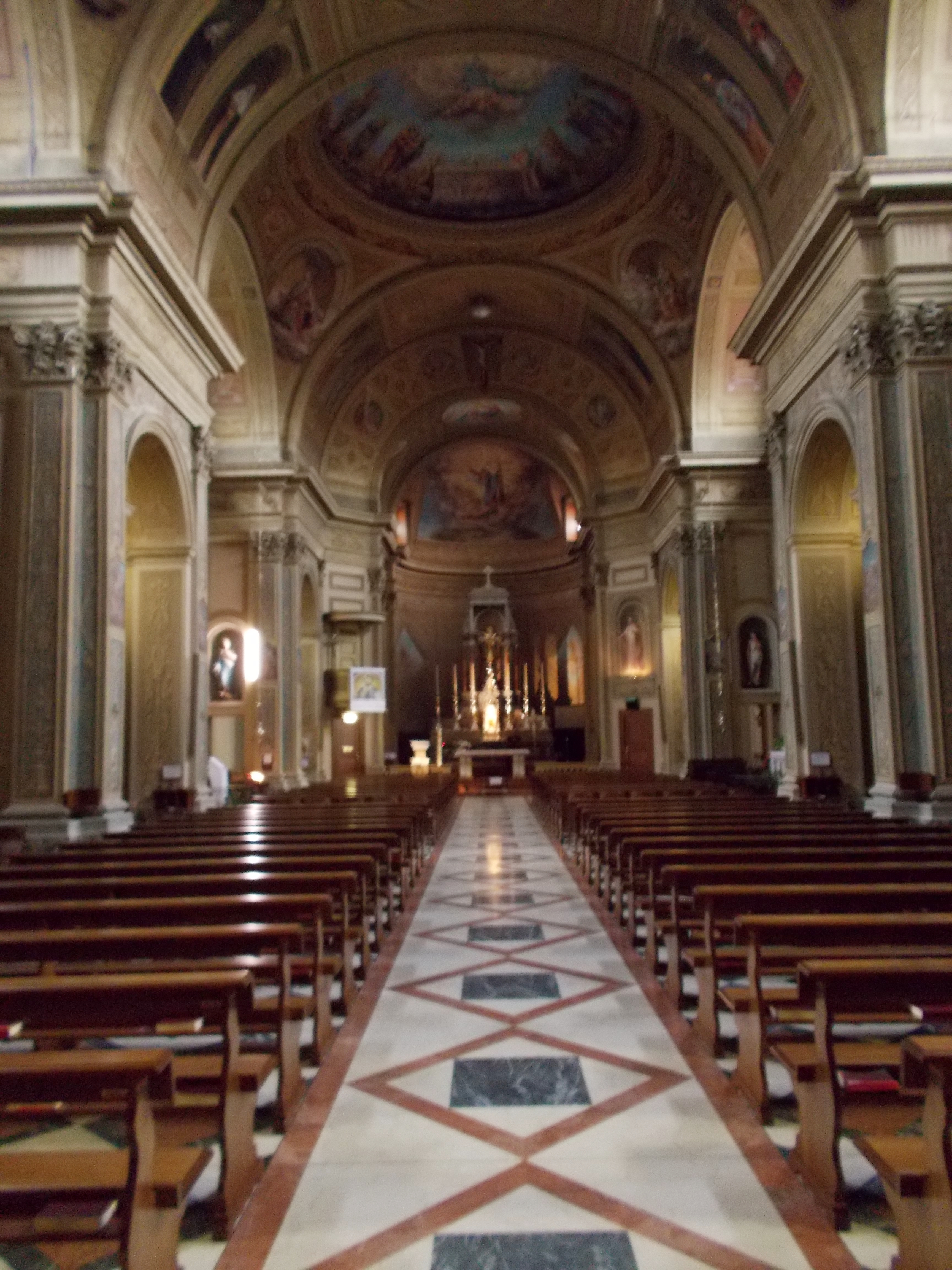
Interno

All'interno, la chiesa presenta una struttura a doppia croce greca, con unica navata con cappelle laterali e abside semicircolare.
La navata si compone di tre campate coperte con volta a botte, ciascuna con una cappella su ogni lato. Le tre campate sono intervallate dalle crociere dei due transetti, la prima coperta con una finta cupola, la seconda con una cupola semisferica priva di tamburo e lanterna. Le pareti fondali del primo transetto, privo di altari, sono decorate ciascuna con un grande affresco raffigurante la Crocifissione e la Risurrezione di Gesù. I due dipinti sono opera di Arturo Galli, che tra il 1939 e il 1945 realizzò l'intera decorazione ad affresco della chiesa. Nel secondo transetto, invece, vi sono due altari laterali in marmi policromi, dedicati alla Madonna del Carmine e a San Giuseppe. Le finestre sono chiuse da moderne vetrate policrome, realizzate dallo storico laboratorio di Pier Franco Taragli a Bergamo, dall'artista Marco Carnà (1986-1988). Il pavimento, invece, risale al 2000 ed è in marmi intarsiati geometricamente.
La navata termina con la profonda abside semicircolare, affiancata a sinistra dal pulpito. All'interno di essa si trova il presbiterio, rialzato di alcuni gradini rispetto al resto della chiesa e cinto da una balaustra marmorea. L'attuale assetto dell'area presbiterale risale agli anni settanta del Novecento, con al centro il moderno altare maggiore post-conciliare. In posizione arretrata, vi è l'altare, progettato da Mons. Spirito Maria Chiappetta agli inizi del XX secolo. In marmi policromi, è caratterizzato da un'alta edicola sorretta da colonne all'interno della quale si trova il crocifisso. Mentre sulle pareti laterali del presbiterio vi sono due affreschi raffiguranti San Cornelio papa e San Cipriano vescovo, quello del catino absidale rappresenta Cristo risorto in gloria.
Alle spalle dell'abside, all'interno dell'abside poligonale e del tratto terminale della navata dell'antica chiesa quattrocentesca, è allestita la cappella dell'Adorazione eucaristica perpetua.

### Organo a canne

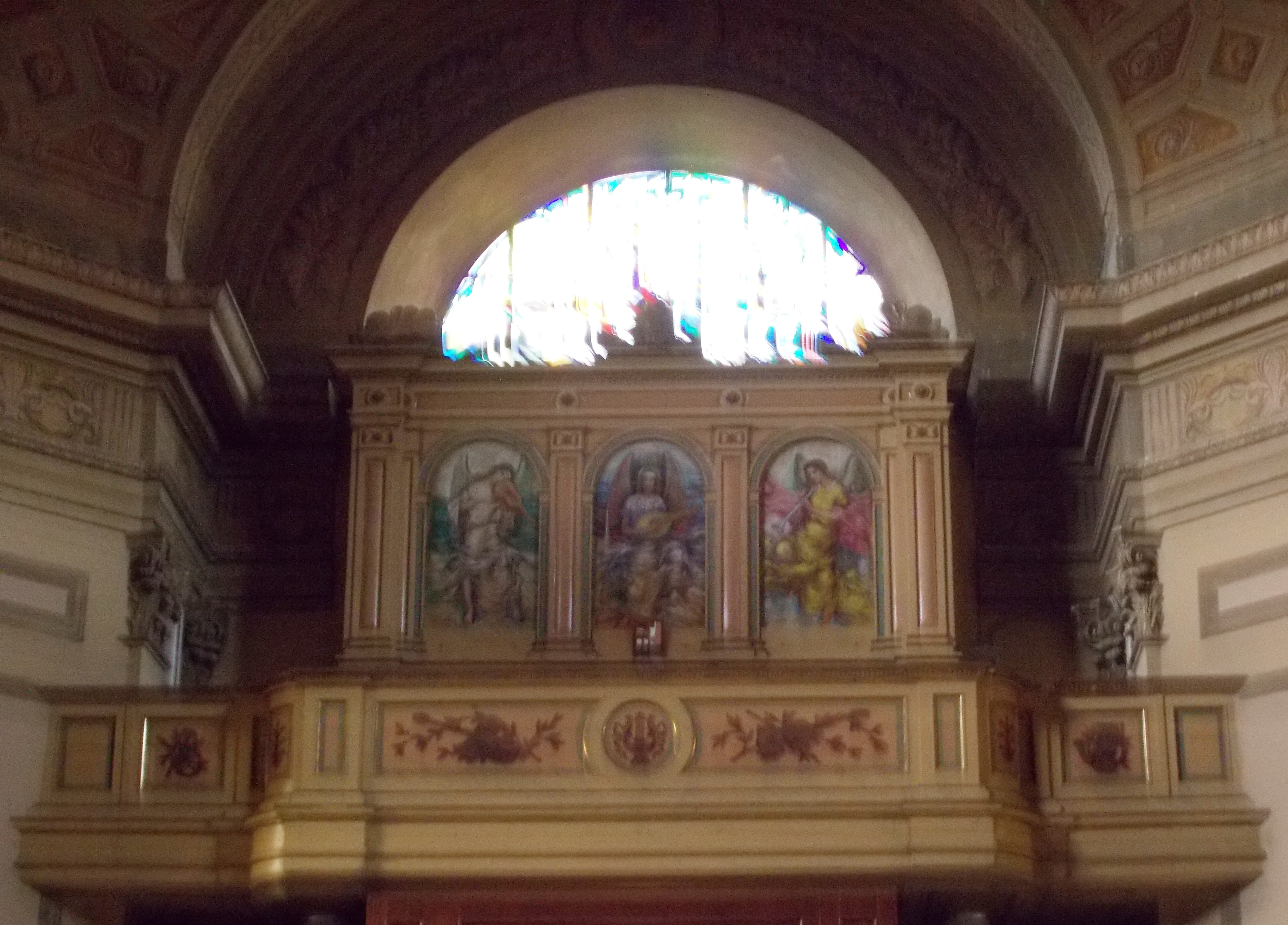
L'organo a canne

Sulla cantoria in controfacciata si trova l'organo a canne, costruito nel 1848 dall'organaro Giovanni Giudici di Bergamo. Realizzato per la chiesa quattrocentesca, venne in seguito spostato in quella ottocentesca, con una nuova cassa lignea, e nuovamente sulla nuova cantoria dell'ampliamento del 1934. Nel 1887 fu restaurato da Giacomo Locatelli che, come Giudici, aveva la sua fabbrica di organi a Bergamo, aperta dopo aver lavorato con i Serassi. In tale occasione, furono installati nuovi registri in luogo di registri precedenti. Con un importante restauro conservativo, nel 1984 e il 1985 la ditta Tamburini di Crema ha riportato lo strumento alle sue caratteristiche foniche originarie.
L'organo è a trasmissione meccanica sospesa ed ha un totale di circa 950 canne. La sua consolle è a finestra; essa dispone di un'unica tastiera di 56 note con prima ottava cromatica estesa e di una pedaliera dritta di 20 note, con il ventesimo pedale corrispondente al Timballo. I registri sono comandati da manette a scorrimento laterale collocate su due colonne alla destra della consolle. Al di sotto della registriera si trovano i due pedaloni per la Combinazione libera alla lombarda e il Tiratutti del Ripieno.
Lo strumento è racchiuso all'interno di una cassa lignea neoclassica scolpita e decorata con dorature. Essa presenta un prospetto tripartito in campate da lesene prive di capitello e sormontato da tre acroteri, con i due laterali reclinati. Ciascuna campata ospita un campo della mostra, composta da canne di principale (comparto centrale), Flutta e mute (comparti laterali) disposte in cuspide unica con ali laterali. Quando non in funzione, la mostra è occultata da un tendaggio dipinto con Angeli musicanti, opera di Marco Carnà.